# 王铮亮
王錚亮（1977年11月30日—），中國男歌手，畢業於四川音樂學院，现時亦出任该校通俗音樂學院副教授一職。出道至今，已发行10张专辑。

## 主要经历
- 1977年，出生于四川省成都市一个普通工人家庭；
- 1995年，在俄罗斯圣彼得堡举行的波罗的海第二届国际手风琴比赛中，从国际竞争中脱颖而出，夺得青年组第一名。
- 2005年，获得湖南卫视举办的《全国PUB歌手大赛》全国总冠军；
- 2007年，参加湖南卫视《快乐男声2007》获得成都赛区季军，最后由于人气不高获得全国第十名[1]，从此踏入演艺圈；
- 2008年，参加在澳洲举办“五洲同春，快乐澳洲行”晚会、在马来西亚举办的华人赈灾爱心演出以及北京2008奥运会晚会等各种晚会；
- 2009年，发行首张专辑《满满的爱》[2]；
- 2010年，担任四川音乐学院客座副教授[3]；
- 2011年，发行全新专辑《人到四十》，同年9月6日与四川音乐学院教授、小提琴家文薇结婚[4]；
- 2012年，发行新专辑《听得到的时间》[5]；
- 2013年，发行新作品《我能给的天亮》等。
- 2013年，《时间都去哪儿了》作为冯小刚电影《私人订制》插曲于片中出现，因而该歌曲在内地走红。
- 2014年，在中国中央电视台春节联欢晚会中演唱《时间都去哪儿了》。
- 2022年，加入由陳楚生、蘇醒、王櫟鑫、張遠、陸虎組成的再就業男團。
- 2023年，再度参加央视春晚演唱自己的另一首旧作《跟往事干了好几杯》。
- 2024年，與再就業男團一同登上中国中央电视台春节联欢晚会，並演唱《像你這樣的朋友》。

## 音乐作品

### 专辑、EP
| 专辑数量 | 专辑名称            | 专辑类型 | 发行公司 | 发行日期       | 专辑曲目 |
| -------- | ------------------- | -------- | -------- | -------------- | --- |
| 第一张   | 《快乐男声-王铮亮》 | 比赛精选 | 天娱传媒 | 2007年5月29日  | 曲目 1. 江南 2. 菊花台 3. 不会消失的夜晚 4. 爱的箴言 5. 别放手 6. 世界唯一的你 7. 最美 8. 我需要你 9. 给不起的爱 10. 饿狼传说 11. 海阔天空 12. 一世情缘 13. 一样的月光        |
| 第二张   | 《莎士比亚的爱情》  | EP       | 众合圣堂 | 2007年11月16日 | 曲目 1. 莎士比亚的爱情 2. 思念总是让人受伤 3. 爱一个人需要理由吗 |
| 第三张   | 《满满的爱》        | 专辑     | 少城时代 | 2009年12月22日 | 曲目 1. 上帝派我来爱你 2. 靠我近一点 3. 数到三一起放手 4. 满满（VS梁文音） 5. 我有病 6. 爱就在身边 7. 如果这就是幸福 8. 碎碎的爱 9. 巨有爱 10. 你是我的                       |
| 第四张   | 《爱的自选》        | 精选集   | 少城时代 | 2011年5月9日   | 曲目 1. 爱 2. 静静的夜晚 3. 真爱你的云 4. 三月里的小雨 5. 时间都去哪儿了 6. 当时的约定 7. 碎碎的爱 8. 数到三一起放手 9. 靠我近一点 10. 我有病 11. 如果这就是幸福 12. 你是我的 |
| 第五张   | 《人到四十》        | EP       | 少城时代 | 2011年12月18日 | 曲目 1. 人到四十 2. 不曾放弃 3. 瞬间 |
| 第六张   | 《听得到的时间》    | 专辑     | 少城时代 | 2012年5月13日  | 曲目 1. 错过 2. 缘来 3. 不曾放弃 4. 瞬间 5. 幸福深处 6. 为了这一天 7. 我在这里等你 8. 时间都去哪了 9. 有味儿 10. 你的幸福是我们最好的礼物                                     |
| 第七張   | 《故事島》          | 專輯     | 少城時代 | 2015年11月30日 | 曲目 1. Together 2. 幸福時光機 3. 相愛一場 4. 星光 5. 沒收 6. 當我們 7. 一生時間去愛你 8. 盜夢 9. 跟往事乾了好幾杯 10. 時間的曙光 11. 我能給的天亮 12. 時間都去哪兒了         |
| 第八張   | 《不假思索》        | 專輯     | 少城時代 | 2019年11月5日  | 曲目 1. 小情小愛 2. 不假思索 3. 家的方向 4. 領帶上的緋色 5. 你要的不是愛 6. 天天兒童節 7. 說好 8. 愛裡沒有等於 9. 兩個秘密 10. 愛不及義                                       |
| 第九張   | 《還是愛著》        | 專輯     | 少城時代 | 2022年         | 曲目 1. 還是愛著 2. 凝固 3. 半路 4. 總是會 5. 俗套 6. 我想你知道 7. LOVE U 8. 下單記憶 9. 半邊山半邊海 10. 尚有一個人                                                         |
| 第十張   | 《慢人理論》        | 專輯     | 少城时代 | 2024年         | 曲目 1. 今日休業中 2. 但我正在想你 3. 哪次不認真 4. 陀螺 5. 不能少我一個 6. 中場休息 7. For You 8. 一起跳 9. 偷偷 10. 生日願望 11. 星夜                                       |

### 单曲
未收录在其专辑里的单曲
| 發行日期      | 歌曲名稱       | 合作藝人                         | 所屬專輯、备注                         |
| ------------- | -------------- | -------------------------------- | -------------------------------------- |
| 2007年7月26日 | 《肩上的翅膀》 |                                  | 收录于2007快乐男声全国13强合辑《十三》 |
| 2022          | 活该           | 陈楚生、蘇醒、张远、王栎鑫、陆虎 | 综艺《快乐再出发》主题曲               |
| 2023          | 快樂在哪裡     | 陈楚生、蘇醒、张远、王栎鑫、陆虎 | 综艺《快乐再出发2》主题曲              |
| 2024          | 至少今天很快樂 | 陈楚生、蘇醒、张远、王栎鑫、陆虎 | 綜藝《快乐老友记》主題曲               |

### OST
| 年份   | 歌曲名稱                       | 電影/電視劇/紀錄片                 | 备注                                                       |
| ------ | ------------------------------ | ---------------------------------- | ---------------------------------------------------------- |
| 2008年 | 《人間煙火》                   | 電視劇《人間煙火》                 | 主題曲                                                     |
| 2008年 | 《幸福深處》                   | 電視劇《馬文的戰爭》               | 主題曲                                                     |
| 2009年 | 《南京！南京！》               | 電影《南京！南京！》               | 主題曲                                                     |
| 2010年 | 《時間都去哪兒了》             | 電影《老牛家的戰爭》               | 主題曲，收錄於專輯《聽得到的時間》中                       |
| 2011年 | 《瞬間》                       | 電視劇《人到四十》                 | 主題曲                                                     |
| 2011年 | 《不曾放棄》                   | 電視劇《人到四十》                 | 片尾曲                                                     |
| 2011年 | 《你的幸福是我們最好的禮物》   | 電視劇《金太狼的幸福生活》         | 插曲                                                       |
| 2012年 | 《緣來》                       | 電視劇《林師傅在首爾》             | 片尾曲，與潘辰合唱                                         |
| 2012年 | 《錯過》                       | 電視劇《林師傅在首爾》             | 插曲                                                       |
| 2012年 | 《為了這一天》                 | 電視劇《誓言今生》                 | 主題曲                                                     |
| 2012年 | 《有味兒》                     | 電視劇《媳婦是怎樣煉成的》         | 主題曲                                                     |
| 2013年 | 《時間都去哪兒了》             | 電影《私人訂製》                   | 插曲，收錄於專輯《聽得到的時間》中                         |
| 2013年 | 《默認》                       | 電視劇《咱們結婚吧》               | 插曲                                                       |
| 2013年 | 《愛，燃燒》                   | 電視劇《千金歸來》                 | 片尾曲                                                     |
| 2013年 | 《執著》                       | 電視劇《亂世三義》                 | 主題曲，與路默依合唱                                       |
| 2013年 | 《夢遇戀》                     | 電視劇《狐仙 (電視劇)》            | 與許芳合唱                                                 |
| 2013年 | 《我們彼此錯過的年華》         | 電視劇《媽媽的花樣年華》           | 片尾曲                                                     |
| 2014年 | 《我不會一個人》               | 電視劇《幸福從天而降》             | 片尾曲，與劉濤合唱                                         |
| 2014年 | 《紅塵有夢》                   | 電視劇《长安三怪探》               | 片尾曲，與路默依合唱                                       |
| 2014年 | 《其實我沒忘》                 | 電視劇《奶爸的愛情生活》           | 片頭曲                                                     |
| 2014年 | 《If you love me let me know》 | 電視劇《奶爸的愛情生活》           | 片尾曲，與王馨悦合唱                                       |
| 2014年 | 《迷悟》                       | 紀實劇《迷·悟》                    | 片頭曲                                                     |
| 2015年 | 《千金不換愛 》                | 電影《土豪520》                    | 主題曲                                                     |
| 2015年 | 《還沒來得及》                 | 電影《旋風九日》                   | 主題曲                                                     |
| 2015年 | 《say yes 》                   | 電影《咱们结婚吧 (电影)》          | 插曲                                                       |
| 2015年 | 《相愛一場》                   | 電影《前任2：備胎反擊戰》          | 主題曲，收錄於專輯《故事島》中                             |
| 2015年 | 《當我們》                     | 電影《前任2：備胎反擊戰》          | 插曲，收錄於專輯《故事島》中                               |
| 2015年 | 《燃點》                       | 電影《前任2：備胎反擊戰》          | 插曲，與鄭愷合唱，收錄於《前任2：備胎反擊戰 電影原聲帶》中 |
| 2015年 | 《媽媽說》                     | 電影《前任2：備胎反擊戰》          | 插曲，收錄於《前任2：備胎反擊戰 電影原聲帶》中             |
| 2015年 | 《愛的信仰》                   | 電視劇《馬上天下》                 | 主題曲                                                     |
| 2015年 | 《重活一遍》                   | 電視劇《幸福請你等等我》           | 主題曲                                                     |
| 2015年 | 《我想和你走下去》             | 電視劇《幸福請你等等我》           | 片尾曲                                                     |
| 2016年 | 《只是沒有如果》               | 電視劇《那年青春我們正好》         | 片尾曲，與张靓颖合唱                                       |
| 2016年 | 《越走越遠的旅客》             | 電視劇《那年青春我們正好》         | 插曲                                                       |
| 2016年 | 《還在這裡》                   | 電影《致青春·原來你還在這裡》      | 主題曲，與劉亦菲合唱                                       |
| 2016年 | 《你是我的》                   | 電影《致青春·原來你還在這裡》      | 插曲                                                       |
| 2016年 | 《還好》                       | 電視劇《姐妹兄弟》                 | 片尾曲                                                     |
| 2016年 | 《 有一種愛是為了分離》        | 電視劇《遇見王瀝川》               | 主題曲                                                     |
| 2016年 | 《數到三，一起放手》           | 電視劇《遇見王瀝川》               | 插曲                                                       |
| 2016年 | 《知你冷暖,懂你悲歡》          | 電視劇《安居 (電視劇)》            | 片頭曲                                                     |
| 2017年 | 《星月》                       | 電視劇《楚喬傳》                   | 情感主題曲，與郁可唯合唱                                   |
| 2017年 | 《破曉》                       | 電視劇《獨步天下 (電視劇)》        | 插曲，與劉美麟合唱                                         |
| 2018年 | 《星野》                       | 電視劇《火王之千里同風》           | 片尾曲                                                     |
| 2018年 | 《熱愛整個世界》               | 電視劇《為了你我願意熱愛整個世界》 | 張長弓人物曲                                               |
| 2018年 | 《你從未忘記》                 | 電視劇《涼生，我們可不可以不憂傷》 | 插曲                                                       |
| 2018年 | 《任我》                       | 電視劇《將夜 (網絡劇)》            | 隆慶人物主題曲                                             |
| 2019年 | 《歸還世界給你》               | 電視劇《歸還世界給你》             | 片尾曲                                                     |
| 2019年 | 《時間的脈絡》                 | 電視劇《十年三月三十日》           | 片頭曲                                                     |
| 2019年 | 《唯你所依》                   | 電視劇《國寶奇旅》                 | 片尾曲，與陳明合唱                                         |
| 2019年 | 《情若塵埃》                   | 電視劇《海棠經雨胭脂透》           | 插曲                                                       |
| 2020年 | 《聽弦斷》                     | 電視劇《上古密約》                 | 插曲                                                       |
| 2020年 | 《愛情都去哪兒了》             | 電影《蕎麥瘋長》                   | 主題曲                                                     |
| 2021年 | 《因你而生》                   | 電視劇《兩個人的世界》             | 插曲                                                       |
| 2021年 | 《見信如面》                   | 電視劇《對手 (2021年電視劇)》      | 插曲                                                       |
| 2021年 | 《我把一生給你》               | 電視劇《你的名字我的姓氏》         | 片頭曲                                                     |
| 2021年 | 《給親愛的你》                 | 電視劇《你的名字我的姓氏》         | 插曲，與張力尹合唱                                         |
| 2022年 | 《知己》                       | 電視劇《山河月明》                 | 情感主題曲，與劉惜君合唱                                   |
| 2023年 | 《生而不凡》                   | 電視劇《許你萬家燈火》             | 主題曲                                                     |
| 2023年 | 《愈》                         | 電視劇《長相思》                   | 塗山璟人物主題曲                                           |
| 2024   | 《相信光》                     | 電影《扫黑·决不放弃》              | 主題曲，與陳楚生、蘇醒、王櫟鑫、張遠、 陸虎合唱            |

### 詞曲作品
| 發表年份 | 發表人       | 歌曲名稱         | 詞 | 曲   | 所属专辑                               | 备注                                                 |
| -------- | ------------ | ---------------- | -- | ---- | -------------------------------------- | ---------------------------------------------------- |
| 2015年   | 鄭愷         | 時光倒回         |    |      |                                        | 電影《前任2：備胎反擊戰》主題曲                      |
| 2015年   | 劉美麟       | 愛的早餐         |    |      | 收錄於《前任2：備胎反擊戰 電影原聲帶》 | 電影《前任2：備胎反擊戰》插曲                        |
| 2018年   | 谭维维       | 永夜             |    | 編曲 |                                        | 電視剧《將夜 (網絡劇)》推廣曲；將夜 (網絡劇)音樂總監 |
| 2018年   | 張靚穎       | 故長安           |    | 編曲 |                                        | 電視剧《將夜 (網絡劇)》主題曲                        |
| 2018年   | 魏晨         | 紅塵             |    |      |                                        | 電視剧《將夜 (網絡劇)》夫子人物主題曲                |
| 2018年   | 宋松         | 取你的命         |    | 編曲 |                                        | 電視剧《將夜 (網絡劇)》插曲                          |
| 2018年   | 王晰         | 荒人之歌         |    | 編曲 |                                        | 電視剧《將夜 (網絡劇)》插曲                          |
| 2018年   | 劉美麟       | 莫忘             |    | 編曲 |                                        | 電視剧《將夜 (網絡劇)》莫山山人物主題曲              |
| 2019年   | 古力娜扎     | 時光盡頭         |    |      |                                        | 電視剧《歸還世界給你》沈憶恩人物曲                   |
| 2021年   | 郁可唯       | 以你之姓冠我之名 |    |      |                                        | 電視劇《你的名字我的姓氏》片尾曲                     |
| 2021年   | 楊玏、張雪迎 | 給親愛的你       |    |      |                                        | 電視劇《你的名字我的姓氏》宣傳曲                     |
| 2021年   | 張赫宣       | 沈默的石頭       |    |      |                                        | 電視劇《你的名字我的姓氏》插曲                       |

## 影视作品

### 电影
| 上映年份 | 电影名稱       | 扮演角色     | 导演   | 合作艺人                           |
| -------- | -------------- | ------------ | ------ | ---------------------------------- |
| 2009     | 《乐火男孩》   | 萧亮         | 林华全 | 俞灏明，张杰，魏晨，唐笑           |
| 2011     | 《静静的夜晚》 | 纪录片导演   | 辛巨擘 | 宋宁；郑亦桐；潘辰                 |
| 2023年   | 芒果tv         | 我有一個朋友 | 王有善 | （特別客串）群演我有一個朋友片段： |

### 常駐綜藝
| 年份 | 月份 | 節目名稱               | 备注        |
| ---- | ---- | ---------------------- | ----------- |
| 2007 | 3月  | 《2007快樂男聲》       | 全國第十名  |
| 2022 | 4月  | 《欢迎来到蘑菇屋》     | 第1、2、3期 |
| 2022 | 7月  | 《快乐再出发》         |             |
| 2022 | 10月 | 《快樂回來啦》         |             |
| 2022 | 12月 | 《快乐再出发2 》       |             |
| 2023 | 11月 | 《快樂老友記》         |             |
| 2024 | 2月  | 《全員加速中·對戰季》  |             |
| 2024 | 5月  | 《快樂老友記(第二季)》 |             |
| 2024 | 8月  | 《披荊斬棘(第四季)》   |             |

## 争议事件
在2014年马来西亚航空370号班机空难之后，王铮亮透过微博宣布抵制马来西亚，并表达从此不再踏足马来西亚。